# Akademické mistrovství světa v orientačním běhu 2012
18. Akademické mistrovství světa v orientačním běhu proběhlo ve Španělsku ve dnech 2. až 7. července 2012. Centrum závodů AMS bylo Alicante.
Závodů se zúčastnilo celkem 232 závodníků (133 mužů a 99 žen) z 27 zemí.

## Program závodů
Program Mistrovství světa:
| Den         | Závod         | Centrum závodu |
| ----------- | ------------- | -------------- |
| 3. července | klasická trať | Tibi           |
| 4. července | sprint        | Alicante       |
| 5. července | krátká trať   | Santa Pola     |
| 6. července | štafety       | Santa Pola     |

## Závod na klasické trati (Long)
| Zkrácené výsledky                                                                 | Zkrácené výsledky                                                                 | Zkrácené výsledky                                                                 | Zkrácené výsledky                                                                 | Zkrácené výsledky                                                                | Zkrácené výsledky                                                                | Zkrácené výsledky                                                                | Zkrácené výsledky                                                                |
| Muži                                                                              | Muži                                                                              | Muži                                                                              | Muži                                                                              | Ženy                                                                             | Ženy                                                                             | Ženy                                                                             | Ženy                                                                             |
| --------------------------------------------------------------------------------- | --------------------------------------------------------------------------------- | --------------------------------------------------------------------------------- | --------------------------------------------------------------------------------- | -------------------------------------------------------------------------------- | -------------------------------------------------------------------------------- | -------------------------------------------------------------------------------- | -------------------------------------------------------------------------------- |
| - Traťové parametry: 9,85 km, 690 m převýšení, 25 kontrol. - Mapa: - 94 závodníků | - Traťové parametry: 9,85 km, 690 m převýšení, 25 kontrol. - Mapa: - 94 závodníků | - Traťové parametry: 9,85 km, 690 m převýšení, 25 kontrol. - Mapa: - 94 závodníků | - Traťové parametry: 9,85 km, 690 m převýšení, 25 kontrol. - Mapa: - 94 závodníků | - Traťové parametry: 6,75 km, 420 m převýšení, 20 kontrol. - Mapa: - 70 závodnic | - Traťové parametry: 6,75 km, 420 m převýšení, 20 kontrol. - Mapa: - 70 závodnic | - Traťové parametry: 6,75 km, 420 m převýšení, 20 kontrol. - Mapa: - 70 závodnic | - Traťové parametry: 6,75 km, 420 m převýšení, 20 kontrol. - Mapa: - 70 závodnic |
| Umístění                                                                          | Jméno                                                                             | Čas                                                                               | Ztráta                                                                            | Umístění                                                                         | Jméno                                                                            | Čas                                                                              | Ztráta                                                                           |
| Zlatá medaile                                                                     | Raffael Huber                                                                     | 1:15:38                                                                           |                                                                                   | Zlatá medaile                                                                    | Isabelle Feer                                                                    | 1:05:32                                                                          |                                                                                  |
| Stříbrná medaile                                                                  | Štěpán Kodeda                                                                     | 1:16:07                                                                           | +0:29                                                                             | Stříbrná medaile                                                                 | Brigitta Mathys                                                                  | 1:05:37                                                                          | +0:05                                                                            |
| Bronzová medaile                                                                  | Adam Chromý                                                                       | 1:17:52                                                                           | +2:14                                                                             | Bronzová medaile                                                                 | Radka Brožková                                                                   | 1:06:37                                                                          | +1:05                                                                            |
| 4                                                                                 | Ola Martner                                                                       | 1:19:17                                                                           | +3:39                                                                             | 4                                                                                | Sabine Hauswirth                                                                 | 1:06:46                                                                          | +1:14                                                                            |
| 5                                                                                 | Andreu Blanes Reig                                                                | 1:19:53                                                                           | +4:15                                                                             | 5                                                                                | Lilian Forsgren                                                                  | 1:07:11                                                                          | +1:39                                                                            |
| 6                                                                                 | Antti Nurmonen                                                                    | 1:21:48                                                                           | +6:10                                                                             | 6                                                                                | Iliana Shandurkova                                                               | 1:09:11                                                                          | +3:39                                                                            |
| Oficiální výsledky Archivováno 18. 2. 2018 na Wayback Machine.                    |                                                                                   |                                                                                   |                                                                                   |                                                                                  |                                                                                  |                                                                                  |                                                                                  |

## Závod ve sprintu (Sprint)
| Zkrácené výsledky                                                                 | Zkrácené výsledky                                                                 | Zkrácené výsledky                                                                 | Zkrácené výsledky                                                                 | Zkrácené výsledky                                                                | Zkrácené výsledky                                                                | Zkrácené výsledky                                                                | Zkrácené výsledky                                                                |
| Muži                                                                              | Muži                                                                              | Muži                                                                              | Muži                                                                              | Ženy                                                                             | Ženy                                                                             | Ženy                                                                             | Ženy                                                                             |
| --------------------------------------------------------------------------------- | --------------------------------------------------------------------------------- | --------------------------------------------------------------------------------- | --------------------------------------------------------------------------------- | -------------------------------------------------------------------------------- | -------------------------------------------------------------------------------- | -------------------------------------------------------------------------------- | -------------------------------------------------------------------------------- |
| - Traťové parametry: 2,8 km, 135 m převýšení, 19 kontrol. - Mapa: - 101 závodníků | - Traťové parametry: 2,8 km, 135 m převýšení, 19 kontrol. - Mapa: - 101 závodníků | - Traťové parametry: 2,8 km, 135 m převýšení, 19 kontrol. - Mapa: - 101 závodníků | - Traťové parametry: 2,8 km, 135 m převýšení, 19 kontrol. - Mapa: - 101 závodníků | - Traťové parametry: 2,25 km, 105 m převýšení, 17 kontrol. - Mapa: - 78 závodnic | - Traťové parametry: 2,25 km, 105 m převýšení, 17 kontrol. - Mapa: - 78 závodnic | - Traťové parametry: 2,25 km, 105 m převýšení, 17 kontrol. - Mapa: - 78 závodnic | - Traťové parametry: 2,25 km, 105 m převýšení, 17 kontrol. - Mapa: - 78 závodnic |
| Umístění                                                                          | Jméno                                                                             | Čas                                                                               | Ztráta                                                                            | Umístění                                                                         | Jméno                                                                            | Čas                                                                              | Ztráta                                                                           |
| Zlatá medaile                                                                     | Martin Hubmann                                                                    | 17:53                                                                             |                                                                                   | Zlatá medaile                                                                    | Iveta Duchová                                                                    | 17:47                                                                            |                                                                                  |
| Stříbrná medaile                                                                  | Raffael Huber                                                                     | 18:12                                                                             | +0:19                                                                             | Stříbrná medaile                                                                 | Julia Gross                                                                      | 18:38                                                                            | +0:51                                                                            |
| Bronzová medaile                                                                  | Andreas Kyburz                                                                    | 18:20                                                                             | +0:27                                                                             | Bronzová medaile                                                                 | Ivana Bochenková                                                                 | 18:43                                                                            | +0:56                                                                            |
| 4                                                                                 | Ivan Sirakov                                                                      | 18:56                                                                             | +1:03                                                                             | 4                                                                                | Bettina Aebi                                                                     | 18:48                                                                            | +1:01                                                                            |
| 5                                                                                 | Zsolt Lenkei                                                                      | 18:57                                                                             | +1:04                                                                             | 5                                                                                | Sarina Jenzer                                                                    | 18:54                                                                            | +1:07                                                                            |
| 6                                                                                 | Jan Procházka                                                                     | 19:07                                                                             | +1:14                                                                             | 6                                                                                | Lilian Forsgren                                                                  | 19:07                                                                            | +1:20                                                                            |
| Oficiální výsledky Archivováno 18. 2. 2018 na Wayback Machine.                    |                                                                                   |                                                                                   |                                                                                   |                                                                                  |                                                                                  |                                                                                  |                                                                                  |

## Závod na krátké trati (Middle)
| Zkrácené výsledky                                                                  | Zkrácené výsledky                                                                  | Zkrácené výsledky                                                                  | Zkrácené výsledky                                                                  | Zkrácené výsledky                                                               | Zkrácené výsledky                                                               | Zkrácené výsledky                                                               | Zkrácené výsledky                                                               |
| Muži                                                                               | Muži                                                                               | Muži                                                                               | Muži                                                                               | Ženy                                                                            | Ženy                                                                            | Ženy                                                                            | Ženy                                                                            |
| ---------------------------------------------------------------------------------- | ---------------------------------------------------------------------------------- | ---------------------------------------------------------------------------------- | ---------------------------------------------------------------------------------- | ------------------------------------------------------------------------------- | ------------------------------------------------------------------------------- | ------------------------------------------------------------------------------- | ------------------------------------------------------------------------------- |
| - Traťové parametry: 5,36 km, 180 m převýšení, 19 kontrol. - Mapa: - 102 závodníků | - Traťové parametry: 5,36 km, 180 m převýšení, 19 kontrol. - Mapa: - 102 závodníků | - Traťové parametry: 5,36 km, 180 m převýšení, 19 kontrol. - Mapa: - 102 závodníků | - Traťové parametry: 5,36 km, 180 m převýšení, 19 kontrol. - Mapa: - 102 závodníků | - Traťové parametry: 4,0 km, 125 m převýšení, 15 kontrol. - Mapa: - 80 závodnic | - Traťové parametry: 4,0 km, 125 m převýšení, 15 kontrol. - Mapa: - 80 závodnic | - Traťové parametry: 4,0 km, 125 m převýšení, 15 kontrol. - Mapa: - 80 závodnic | - Traťové parametry: 4,0 km, 125 m převýšení, 15 kontrol. - Mapa: - 80 závodnic |
| Umístění                                                                           | Jméno                                                                              | Čas                                                                                | Ztráta                                                                             | Umístění                                                                        | Jméno                                                                           | Čas                                                                             | Ztráta                                                                          |
| Zlatá medaile                                                                      | Martin Hubmann                                                                     | 32:49                                                                              |                                                                                    | Zlatá medaile                                                                   | Lilian Forsgren                                                                 | 29:39                                                                           |                                                                                 |
| Stříbrná medaile                                                                   | Zsolt Lenkei                                                                       | 35:10                                                                              | +2:21                                                                              | Stříbrná medaile                                                                | Anna Forsberg                                                                   | 31:38                                                                           | +1:59                                                                           |
| Bronzová medaile                                                                   | Adam Chromý                                                                        | 35:41                                                                              | +2:52                                                                              | Bronzová medaile                                                                | Anna Serrallonga Arqués                                                         | 32:35                                                                           | +2:56                                                                           |
| 4                                                                                  | Jan Procházka                                                                      | 36:00                                                                              | +3:11                                                                              | 4                                                                               | Iveta Duchová                                                                   | 33:22                                                                           | +3:43                                                                           |
| 5                                                                                  | Ola Martner                                                                        | 36:40                                                                              | +3:51                                                                              | 5                                                                               | Iliana Shandurkova                                                              | 34:18                                                                           | +4:39                                                                           |
| 6                                                                                  | Yannick Michiels                                                                   | 37:18                                                                              | +4:29                                                                              | 6                                                                               | Anna Bachman                                                                    | 34:32                                                                           | +4:53                                                                           |
| Oficiální výsledky Archivováno 18. 2. 2018 na Wayback Machine.                     |                                                                                    |                                                                                    |                                                                                    |                                                                                 |                                                                                 |                                                                                 |                                                                                 |

## Závod štafet (Relay)
| Zkrácené výsledky                                              | Zkrácené výsledky                                                          | Zkrácené výsledky                        | Zkrácené výsledky                        | Zkrácené výsledky                        | Zkrácené výsledky                                                        | Zkrácené výsledky                        | Zkrácené výsledky                        |
| Muži                                                           | Muži                                                                       | Muži                                     | Muži                                     | Ženy                                     | Ženy                                                                     | Ženy                                     | Ženy                                     |
| -------------------------------------------------------------- | -------------------------------------------------------------------------- | ---------------------------------------- | ---------------------------------------- | ---------------------------------------- | ------------------------------------------------------------------------ | ---------------------------------------- | ---------------------------------------- |
| - Traťové parametry: - Mapa: - 26 štafet                       | - Traťové parametry: - Mapa: - 26 štafet                                   | - Traťové parametry: - Mapa: - 26 štafet | - Traťové parametry: - Mapa: - 26 štafet | - Traťové parametry: - Mapa: - 19 štafet | - Traťové parametry: - Mapa: - 19 štafet                                 | - Traťové parametry: - Mapa: - 19 štafet | - Traťové parametry: - Mapa: - 19 štafet |
| Umístění                                                       | Jméno                                                                      | Čas                                      | Ztráta                                   | Umístění                                 | Jméno                                                                    | Čas                                      | Ztráta                                   |
| Zlatá medaile                                                  | Švýcarsko Andreas Rüedlinger Jonas Mathys Andreas Kyburz                   | 1:46:22                                  |                                          | Zlatá medaile                            | Švédsko Anna Forsberg Anna Bachman Lilian Forsgren                       | 1:50:25                                  |                                          |
| Stříbrná medaile                                               | Švédsko Oskar Sjoeberg Albin Ridefelt Erik Låljequist                      | 1:46:40                                  | +0:18                                    | Stříbrná medaile                         | Švýcarsko Brigitta Mathys Julia Gross Sarina Jenzer                      | 1:54:31                                  | +4:06                                    |
| Bronzová medaile                                               | Norsko Jo Forseth Indgaard Vegard Ruttenborg Vetle Ruud Bråten             | 1:48:44                                  | +2:22                                    | Bronzová medaile                         | Španělsko Ona Rafols Perramon Alicia Gil Sánchez Anna Serrallonga Arqués | 1:58:38                                  | +8:13                                    |
| 4                                                              | Finsko Henrik Väisänen Severi Kymäläinen Antti Nurmonen                    | 1:51:38                                  | +5:16                                    | 4                                        | Česko Radka Brožková Ivana Bochenková Iveta Duchová                      | 1:59:14                                  | +8:49                                    |
| 5                                                              | Česko Radek Nožka Eduard Šmehlík Pavel Kubát                               | 1:51:51                                  | +5:29                                    | 5                                        | Norsko Anne Johanne Lind Linn Hokholt Mina Nikoline E. Schjerve          | 2:00:11                                  | +9:46                                    |
| 6                                                              | Španělsko Antonio Martínez Pérez Daniel Portal Gordillo Andreu Blanes Reig | 1:53:51                                  | +7:29                                    | 6                                        | Finsko Heini Saarimäki Hanna Raitanen Ulrika Uotila                      | 2:05:41                                  | +15:16                                   |
| Oficiální výsledky Archivováno 18. 2. 2018 na Wayback Machine. |                                                                            |                                          |                                          |                                          |                                                                          |                                          |                                          |

## Medailové pořadí podle zemí
Pořadí zúčastněných zemí podle získaných medailí v jednotlivých závodech mistrovství (tzv. olympijského hodnocení).
| Medailové pořadí podle zemí | Medailové pořadí podle zemí | Medailové pořadí podle zemí | Medailové pořadí podle zemí | Medailové pořadí podle zemí | Medailové pořadí podle zemí |
| Pořadí                      | Stát                        | Zlatá medaile               | Stříbrná medaile            | Bronzová medaile            | Celkem                      |
| --------------------------- | --------------------------- | --------------------------- | --------------------------- | --------------------------- | --------------------------- |
| 1                           | Švýcarsko                   | 5                           | 4                           | 1                           | 10                          |
| 2                           | Švédsko                     | 2                           | 2                           |                             | 4                           |
| 3                           | Česko                       | 1                           | 1                           | 4                           | 6                           |
| 4                           | Maďarsko                    |                             | 1                           |                             | 1                           |
| 5                           | Španělsko                   |                             |                             | 2                           | 2                           |
| 6                           | Norsko                      |                             |                             | 1                           | 1                           |

## Česká reprezentace na AMS
Česko reprezentovalo 6 mužů a 6 žen.
| Přehled umístění českých reprezentantů | Přehled umístění českých reprezentantů | Přehled umístění českých reprezentantů | Přehled umístění českých reprezentantů | Přehled umístění českých reprezentantů | Přehled umístění českých reprezentantů |
| Kategorie                              | Jméno                                  | Klasika                                | Krátká                                 | Sprint                                 | Štafety                                |
| -------------------------------------- | -------------------------------------- | -------------------------------------- | -------------------------------------- | -------------------------------------- | -------------------------------------- |
| Ženy                                   | Ivana Bochenková                       | X                                      | 22. místo                              | 3. místo                               | 4. místo                               |
| Ženy                                   | Radka Brožková                         | 3. místo                               | 30. místo                              | X                                      | 4. místo                               |
| Ženy                                   | Iveta Duchová                          | X                                      | 4. místo                               | 1. místo                               | 4. místo                               |
| Ženy                                   | Adéla Jakobová                         | 40. místo                              | X                                      | 31. místo                              | X                                      |
| Ženy                                   | Jana Knapová                           | 18. místo                              | X                                      | 21. místo                              | X                                      |
| Ženy                                   | Denisa Kosová                          | 19. místo                              | 38. místo                              | X                                      | X                                      |
| Muži                                   | Adam Chromý                            | 3. místo                               | 3. místo                               | X                                      | X                                      |
| Muži                                   | Štěpán Kodeda                          | 2. místo                               | X                                      | 10. místo                              | X                                      |
| Muži                                   | Pavel Kubát                            | 20. místo                              | 22. místo                              | X                                      | 5. místo                               |
| Muži                                   | Radek Nožka                            | 14. místo                              | X                                      | 43. místo                              | 5. místo                               |
| Muži                                   | Jan Procházka                          | X                                      | 4. místo                               | 6. místo                               | X                                      |
| Muži                                   | Eduard Šmehlík                         | X                                      | 8. místo                               | 11. místo                              | 5. místo                               |